# Tenagomysis scotti
Tenagomysis scotti är en kräftdjursart som beskrevs av W. M. Tattersall 1923. Tenagomysis scotti ingår i släktet Tenagomysis och familjen Mysidae. Inga underarter finns listade i Catalogue of Life.